# 版畫幻想
《版畫幻想》（英語：Fantasy on Japanese Wood Prints (Han-ga Gensō)），作品211，是美籍亞美尼亞作曲家賀凡尼斯的管絃樂作品，是為木琴和管絃樂團所演奏的協奏曲，創作及完成於1965年，是題獻給美籍日本敲擊樂手平岡養一。並於同年7月4日首演，由平岡養一擔任獨奏、指揮家小澤征爾率領芝加哥交響樂團演出，並在同年9月30日及10月1日於日本東京及名古屋作國外首演，分別由日本愛樂交響樂團及東京交響樂團演奏。兩天的獨奏仍然是平岡養一，指揮則為安德烈·哥斯特蘭尼兹（Andre Kostelanetz）。
「版畫幻想」這個標題，最初出現在作曲家的手稿中，用以翻譯以羅馬拼音寫成的日語副題，但後來發行商再正式出版總譜及鋼琴伴奏譜時，有關的副題及漢字翻譯均不再顯示，因此，華語地區現時大都改以原標題的直接翻譯，稱為「日本版畫幻想曲」。
《版畫幻想》是賀凡尼斯其中一首較多人認識的作品，它的演奏次數和他的第2號交響曲近乎相約，亦因這首樂曲在技巧上並不算是特別艱深，因此亦成為了不少專業敲擊樂手的起步曲目。

## 樂隊編制
為標準管絃樂團編制。
- 獨奏：木琴（亦有不少演奏者改以馬林巴琴演奏以加強部份八度音域）
- 木管樂器：3長笛（第3長笛兼任短笛）、2雙簧管、2單簧管、2巴松管
- 銅管樂器：4圓號、3小號、 3長號、大號
- 敲擊樂器（4名）：定音鼓、2大鼓（大、小各1個）、鑼、鐘琴、顫音琴
- 鍵盤樂器：鋼片琴
- 絃樂器：第1小提琴、第2小提琴、中提琴、大提琴、低音提琴、2豎琴（第2豎琴為附加聲部，可以省略）

稍為一提是，雖然本曲需要使用整個管絃樂團，但樂手較多時間都是處於休止狀態，少部份聲部在全曲中更只擔任極少量的演奏，例如第3敲擊樂手（負責顫音琴）及鋼片琴鍵盤手，因此有個別指揮會將顫音琴及鋼片琴合併，只用一名樂手以其中一種樂器演奏。

## 樂譜
- Hovhaness, A., Fantasy on Japanese Wood Prints, Edition Peters, EP66023(總譜) & 66023a(木琴與鋼琴譜)